# Lars Hedlund
Lars Hedlund (ur. 24 stycznia 1949, zm. 4 czerwca 2016) – szwedzki trójboista siłowy i strongman.
Mistrz Europy Strongman w roku 1981. Najlepszy wynik Lasse w trójboju siłowym to 380 kg w przysiadach, 285 kg w wyciskaniu, 327,5 kg w martwym ciągu i łącznie 967,5 kg.
Wymiary:
- wzrost 191 cm
- waga 137 kg

## Osiągnięcia strongman
- 1978
  - 3. miejsce - Mistrzostwa Świata Strongman 1978
- 1979
  - 2. miejsce - Mistrzostwa Świata Strongman 1979
- 1980
  - 2. miejsce - Mistrzostwa Świata Strongman 1980
- 1981
  - 1. miejsce - Mistrzostwa Europy Strongman